# Pemons
Os pemons são um grupo étnico-linguístico vinculado à família linguística caribe. Hoje, os povos pemons (ou pemón, na grafia em espanhol) distribuem-se pelo sudeste do estado venezuelano de Bolívar, nas regiões da Gran Sabana, no Parque Nacional Canaima, e ao longo tríplice fronteira Venezuela-Guiana-Brasil, onde abrange também a extensão noroeste do estado brasileiro de Roraima.
O nome pemom significa "pessoa" em algumas línguas destes povos e a palavra pode se referir tanto ao grupo étnico quanto ao conjunto línguas de mesma filiação genética faladas por esses povos. Apesar de a língua Kapón  pertencer ao grupo pemom, o povo que a fala se autodenomina Kapón.

## Povo
Etnicamente, os antropólogos subdividem os pemons em 4 povos diferentes: os Arekuna, os Kamarakoto, os Taurepang (em espanhol Taurepán) e os Macuxi . Na Venezuela, a população pemom em 2011 somava aproximadamente 30.148 indivíduos. No Brasil, autodenominados Taurepang, contabilizavam cerca de 792 indivíduos em 2014 . Na Guiana, onde são conhecidos como Patamóna ou Akawaio (mas se autodenominam Kapón) a população consta de 4.700 indivíduos.

## Língua
Os linguistas classificam as línguas faladas por estes povos em um grupo chamado Pemóng (dentro do ramo venezuelano da família caribe), que compreende os grupos menores capongues, pemons e macuxis .
A língua Kapón distingue-se internamente entre as variações Akawaio, Patamuna (ou Pantamóna) e Ingarikó. Já a língua pemom varia dialetalmente entre os mutuamente inteligíveis dialetos Taurepang, Arekuna e Kamarakoto. Enquanto Taurepang e Arekuna parecem guardar grande semelhança, ambos se distanciam do Kamarakoto, o que leva estudiosos a acreditar que os três talvez sejam na verdade apenas duas variações geográficas, dialetalmente bem definidas. O Macuxi, por sua vez, permanece sem subdivisões dialetais.
No Brasil, há cerca de 580  falantes do dialeto taurepang ou taurepang. Outros estudos apontam 900 falantes do dialeto ingarikó e 90 do Patamóna.